# Dhar, Mauritania
Dhar este o comună din departamentul Bassikounou, Regiunea Hodh Ech Chargui, Mauritania, cu o populație de 9.284 locuitori.